# Tania Bacelar de Araujo
Tania Bacelar de Araujo (1943) es una economista, y profesora brasileña.

## Biografía
En 1966, obtuvo la licenciatura en ciencias sociales por la Facultad Frassinetti de Recife, una licencia en ciencias económicas por la Universidad Católica de Pernambuco, en 1967; un diploma de Estudios Avanzados - DEA por la Universidad de París I, Panthéon-Sorbonne, defendiendo la tesis  Transformations dans la divison Interrégionale Travail au Brésil, en 1977; y el doctorado en Economía Pública, Planificación y organización del espacio, por la misma casa de altos estudios, en 1979.
Ha ocupado diversos cargos públicos y actualmente está jubilada de profesora de la Universidad Federal de Pernambuco, además de ser miembro del CEPLAN Asesoría Económica y Planificación.

## Algunas publicaciones
- ARAUJO, T. B. 2011. A economia do semiárido nordestino. Revista Coletiva 6: 54-64

- ARAUJO, T. B. ; ANDRADE, MC ; ANDRADE, B. X. ; CAVALCANTE, GOMES, Enoque ; CLEMENTINO, M.L ; PONTES, Beatriz Soares ; GUIMARAES NETO, Leonardo ; LIMA, M. C. ; GALLERO, A.L ; IUMATTI, P. 2010. Um interprete do Nordeste. Economia Política do Desenvolvimento 3: 1-224

- ARAUJO, T. B. 2007. A maquina da desigualdade. Le Monde Diplomatique (Brasil) 1: 6-9

- ARAUJO, T. B. 2004. Northest, Northests: what Northest. Latin American Perspectives 31: 16-41

- ARAUJO, T. B. 1981. Crescimento industrial do Nordeste : para quem e para que. Revista Coletiva 8: 11-20

## Libros
- ARAUJO, T. B. 2000. Ensaios sobre o Desenvolvimento Brasileiro : heranças e urgências. Rio de Janeiro: REVAN

- ARAUJO, T. B. 2000. A Experiência Recente de Planejamento Regional do Estado Do Paraná. Curitiba: Paranacidade

- BUARQUE, Sergio C. ; GUIMARAES NETO, Leonardo ; MIRANDA, Carlos ; ARAUJO, Tania B. 1998. Planejando o Desenvolvimento Sustentável : a experiencia recente do Nordeste do Brasil. Brasília: IICA 330 p.

- MARANHAO, S. ; ARAUJO, Tania B. 1985. A Questão Nordeste. São Paulo: Paz e Terra

- ARAUJO, Tania B. ; BUARQUE, Cristovam ; PESSOA, Dirceu ; GUIMARAES Neto, Leonardo. 1985. Reexame da Questão Nordestina. Belo Horizonte: Fundação João Pinheiro, 98 pp.

### En capítulos
- ARAUJO, Tania B. ; MONTEIRO NETO, A. ; AMARAL FILHO, Jair ; MIGUEZ, Paulo ; GUIMARAES NETO, Leonardo ; LACERDA DE MELO, Ricardo O. ; CASTRO, Sergio. 2014. Nordeste: desenvolvimento recente e perspectivas. In: Paulo Ferraz Guimarães, Helena Lastres, Rodrigo Aguiar, Marcelo Machado da Silva (orgs.) Um olhar territorial para o desenvolvimento - NORDESTE. Río de Janeiro: BNDES, p. 540-562

- ARAUJO, Tania B. ; SADER, Emir ; FIORI, J. L. ; GARCIA, M. A. ; BARBOSA, N. ; BELLUZZO, L. G. ; MATTOSO, J. ; CHAUI, M. ; POCHMANN, M. ; ROSA, L. P. ; MANCANO, B. ; REZENDE, S. M. ; LIMA, V. A. 2013. Desenvolvimento regional brasileiro e politicas publicas federais no Governo Lula. In: Emir Sader (org.) 10 anos de Governos Pos Neoliberais no Brasil Archivado el 11 de agosto de 2017 en Wayback Machine.. São Paulo: Boitempo, p. 157-172

- ARAUJO, Tania B. ; MATOS, A.G. ; BUARQUE, Cristovam ; BUARQUE, Sergio C. ; SILVA, A. ; VEGA, A.P. 2013. O desenvolvimento recente e a Universidade no Brasil. In: Aecio Gomes de Matos (org.) Para que serve a Universidade?. Recife: Editora Universitária UFPE, p. 75-96

- ARAUJO, Tania B. ; BIELSHOWSKY, R. ; PAULANI, Leda ; LACERDA, A.C. ; POCHMANN, M. 2013. O financiamento do desenvolvimento econômico, a distribuição de renda e a questão regional. In: Luiz Carlos Delorme Prado (org.) O Desenvolvimento Econômico Brasileiro e a CAIXA. 2ª ed. Río de Janeiro: Centro Internacional Celso Furtado, p. 59-67

- ARAUJO, T. B. ; GUIMARAES NETO, Leonardo ; FAVARETO ; Santos, VALDECI MONTEIRO. 2011. Pensando o futuro das Politicas de Desenvolvimento Territorial Rural no Brasil. In: Tania Bacelar de Araujo (org.) Politicas de Desenvolvimento Territorial Rural no Brasil. Brasília: Ed IICA, p. 197-216

- BECKER, Bertha ; GUIMARAES NETO, Leonardo ; OLIVEIRA, Francisco ; BIELSHOWSKY, R. ; SANTOS, Valdeci Monteiro ; DELGADO, Guilherme ; EARP, Fabio Sa ; TEIXEIRA, Aloisio ; ARAUJO, T. B. 2009. Desigualdades Regionais e Nordeste em Formação Econômica do Brasil. In: Tarcisio P. de Araujo, Salvador Werneck Vianna e Junior Macambira (orgs.) 50 anos de Formação Economica do Brasil. Río de Janeiro: IPEA, p. 177-200

- MOURA, Abdias ; QUINTAS, Fatima ; COELHO, Fernando ; CAVALCANTE, Enoque Gomes ; MOTA, Roberto ; SILVA, Jose Borzacchiello ; ARAUJO, T. B. 2008. Um interprete do Nordeste. In: Clovis Cavalcanti, Jacques Ribeboim, Leda Rivas (orgs.) Manuel Correia de Andrade: um homem chamado Nordeste. Recife: Bagaço, p. 157-161

- ARAUJO, T. B. 2007. Brasil: desafios de uma politica de desenvolvimento regional contemporânea. Políticas de Desenvolvimento Regional. Brasília: Ed UNB, p. 221-236

- FLEUTY, Sonia ; ABRUCIO, Fernando Luiz ; FONSECA, Ana ; ARAUJO, T. B. ; CASTANHAR, Jose Cesar. 2006. Desenvolvimento Regional: a descentralização valorizaria a diversidade. In: Sonia Fleury (orgs.) Democracia, Descentralização e Desenvolvimento - Brasil & Espanha. Río de Janeiro: Editora FGV, p. 373-396

- ARAUJO, Tania B. 2005. A contribuição da experiência do Seridó do Rio Grande do Norte. In: José Luis Vianna Cruz (orgs.) Brasil, o desafio da diversidade experiências de desenvolvimento regional. Río de Janeiro: SENAC, p. 11-48

- ARAUJO, T. B. ; BIELSHOWSKY, R. ; SALAMA , Pierre ; FERREIRA, Assuero. 2005. Celso Furtado, o Nordeste e a construção do Brasil. In: Alencar, J. Sydriao Junior (orgs.) Celso Furtado e o desenvolvimento regional. Fortaleza: Ed Banco do Nordeste, p. 209-236

- CRUZ, J.L.V ; SCHREIBER, W.M. ; MARTINS, H,E.P ; ARAUJO, Tania B. 2005. A experiencia do Nordeste. In: José Luis Vianna Cruz (org.) Brasil- o desafio da diversidade; experiencias de desenvolvimento regional. Río de Janeiro: Editora SENAC Nacional, p. 120-139

- SAYAD, Joao ; GONÇALVES, Reinaldo ; ROCHA, Ronald ; ARAUJO, T. B. 2003. O Nordeste face a globalização. Socialismo e Globalização Financeira. Sao Paulo: Ed Perseu Abramo, p. 69-78

- ARAUJO, Tania B. ; KUMAR SAHA, Surangit ; PARKER, David. 2002. Globalisation and the Prospects for the Sustainable Development in the Northeast of Brazil : initial impacts and prospects. In: Suranjit Saha ; David Parker (orgs.) Globalisation and Sustainable Development in Latin America Perspectives on the new economic order. Great Britain: MPG Books Ltda, p. 222-250

- ARAUJO, Tania B. ; TAVARES, M. Conceição ; FIORI, José Luis ; CANO, WILSON ; OLIVEIRA, Francisco. 2000. A questão regional e a questao nordestina. In: Maria da Conceição Tavares (org.) Celso Furtado e o Brasil. Sao Paulo: Fundação Perseu Abramo, p. 71-92

## Membresías

### de Cuerpo editorial
- 1982 - 1991. Periódico: Desenvolvimento Urbano e Regional
- 1992. Periódico: Espaço & Debates
- 1996. Periódico: Revista Pernambucana de Desenvolvimento
- 1997 - actual. Periódico: Economia e Sociedade (UNICAMP)
- 1997 - actual. Periódico: Cadernos IPPUR/UFRJ
- 2005 - actual. Periódico: Revista Econômica do Nordeste
- 2008 - actual. Periódico: Le Monde Diplomatique (Brasil)

## Premios[5]
- 2012: Ordem do Merito dos Guararapes - grã cruz, Governo do Estado de Pernambuco
- 2009: Economista do Ano - Setor Publico, Ordem dos Economistas do Brasil
- 2004: Ordem Nacional do Merito Cientifico classe Comendador, Ministerio da Ciência e Tecnologia
- 1997: Medalla do Merito Nilo Coelho, Tribunal de Contas do Estado de Pernambuco